# Backlash (2024)
Backlash France — премиальное живое шоу профессионального рестлинга, организованное американским реслинг-промоушеном World Wrestling Entertainment (WWE). Оно было 19-м по счету в истории Backlash, которое состоялось в субботу, 4 мая 2024 года и проходило на недавно построенной баскетбольной арене LDLC находящейся в городе Декин-Шарпье, в мегаполисе Лион, Франция. Шоу транслировалось в форматах pay-per-view (PPV) и лайв-стриминга, проведенное для рестлеров из брендов промоушена Raw и SmackDown. Также это было первое PPV-шоу от WWE с прямой трансляцией, которая прошла во Франции, и первое шоу Backlash, проведенное за пределами Северной Америки. Концепция шоу основана на негативной реакции фанатов, на флагманское главное шоу года WrestleMania XL.
На шоу было проведено пять поединков четыре из которых были титульными. В Мейн-ивенте шоу чемпион Коди Роудс победил победителя турнира за претенденство на титул Эй Джей Стайлза, защитил титул Неоспоримого чемпиона WWE (объединенные в два титула Мировой и Вселенной) от бренда SmackDown. Историческим моментом в мейн-ивенте данного шоу и всей компании в целом, стало судейство первой женщины-реффери из бренда Smackdown Джессики Карр, которая став первой женщиной-рэффери отсудила матч за главный титул компании в мейн-ивенте шоу. В остальных матчах Дамиан Прист победил Джея Усо сохранив за собой титул Чемпиона мира в тяжелом весе от бренда Raw, а Бэйли победила Наоми и Тиффани Стрэттон в матче тройной угрозы и сохранив за собой титул Чемпионки WWE среди женщин от бренда SmackDown. Примечательным событием всего шоу стало во время командного матча Кевина Оуэнса и Рэнди Ортона против группировки The Bloodline (в составе Соло Сикоа и Тама Тонга) возвращение в WWE сводного брата Тамы Тонги, бывшего члена группировки Bullet Club и известного своим выступлением в промоушене New Japan Pro-Wrestling (NJPW) Танга Лоа который помог последним победить в матче. Ранее он выступал WWE в системе территории развития Florida Championship Wrestling (а в дальнейшем NXT) как Камачо с 2009 по 2014 год.
Данное шоу получило весьма положительные отзывы в интернете, о чём свидетельствует бурная реакция зрителей на арене, нежели аналогичной негативной реакции которая была на шоу в прошлом году. WWE также сообщила, что шоу установило рекорд по количеству самых больших входов на арену в истории компании.

## Производство

### Предыстория

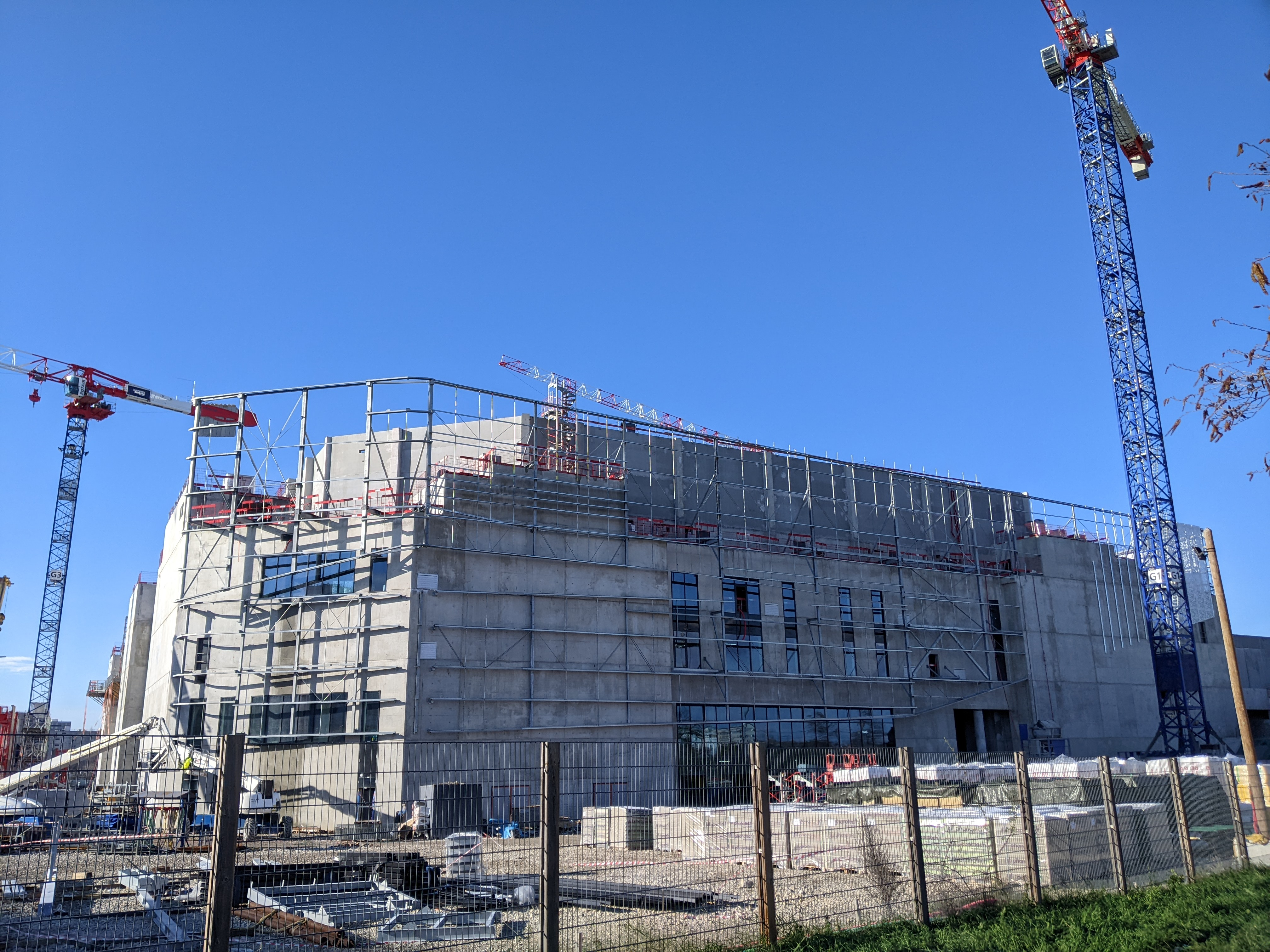
Строящееся арена LDLC, фото сделано в январе 2023 года, на котором проходило данное шоу и один выпуск от бренда Smackdown прошедший 3 мая 2024 года.

Backlash — это периодически проводимое шоу профессионального рестлинга, которое было учреждено американским реслинг-промоушеном WWE в 1999 году. Само шоу ежегодно проводилось с 1999 по 2009 год, пока оно не было закрыто, а затем вновь было восстановлено в 2016 году и по сей день проводится ежегодно, за исключением 2019 года. Первоначальная концепция шоу была основана на негативной реакции фанатов, на флагманское главное шоу года WWE, Рестлманию. Шоу в период с 2016 по 2020 год не были посвящены данной теме; однако шоу 2021 года вернуло негативную реакцию на эту оригинальную концепцию.
В конце октября 2023 года в интернете появились информация о том, что WWE обсуждает планы проведения Backlash 2024 года во Франции, в городе Париж. В следующем месяце, 16 ноября, компания объявила, что 19-й по счету Backlash состоится во Франции, но пройдет не в Париже как ранее сообщалось, а в городе Декин-Шарпье, в столице Лиона, в субботу, 4-го мая 2024 года, на недавно построенной баскетбольной арене LDLC, которая открылась в ноябре 2023 года. Впоследствии чего шоу станет первым шоу от WWE с pay-per-view (PPV) и лайв-стримингом, которое пройдет в этой стране, в свою очередь шоу, будет называться Backlash France, а также это станет первым шоу Backlash, проведенное за пределами Северной Америки. Шоу будет проходить в рамках WrestleMania XL, и в нём примут участие рестлеры из брендов Raw и SmackDown. Оно будет транслироваться на PPV по всему миру (кроме таких стран как Лихтенштейн, Китай и Россия) и будет доступно для лайв-стриминга на Peacock в Соединённых Штатах, а также на стриминговом сервисе WWE Network которая транслируется на международных рынках. Кроме того, 3 мая на той же арене будет показан эпизод Friday Night SmackDown, который впервые будет транслироваться из Франции. Билеты на шоу поступили в продажу 12 января 2024 года.

### Сюжетные линии
Шоу будет включало в себя пять матчей четыре из которых титульные, будут проходить по сценариям сюжетных линий. Все сюжетные линий написаны букерами промоушена и развивались все они в течение недели на телевизионных шоу WWE — Raw и SmackDown. Рестлеры выступают как фейсы, хиллы или как нейтральные персонажи, которые играли роли в развитии сюжета и кульминации в матче или серии матчей.
12 апреля WWE объявили, что первый претендент за титул Неоспоримого чемпиона WWE (объединенные в два титула Мировой и Вселенной), который встретится с действующим чемпионом Коди Роудсом, будет определён в ходе турнира за претендента № 1 за главный титул, который начался в тот вечер на SmackDown.Эл Эй Найт и Эй Джей Стайлз выиграли свои матчи тройной угрозой и встретятся друг с другом, чтобы определить претендента в борьбе за титул, в эпизоде SmackDown от 19 апреля.
7 апреля, на втором дне Рестлмании XL в матче за титул мирового чемпиона в тяжелом весе действующий (на тот момент) чемпион Сет Фрикинг Роллинс проиграл свой титул Дрю Макинтайру закончив свой длительный тайтл-рейн в истории этого титула 316 дней. После матча новый чемпион Макинтайр столкнулся с Си Эм Панком в ходе словесной перепалки, Панк начал избивать новоявленого чемпиона. Воспользовавшись удачным моментом, рестлер из группировки Судный День, обладатель чемодана Money in the Bank Дамиан Прист вовремя использовал свой контракт Money in the Bank на Макинтайре, став новым мировым чемпионом в тяжелом весе. На следующий вечер Raw Джей Усо выиграл фатальный четырёхсторонний поединок и стал претендентом номер один за титул. В следующем эпизоде был анонсирован матч за звание чемпиона в тяжелом весе, которое пройдет на Backlash France.
7 апреля, на втором дне Рестлмании XL, Бэйли выиграла женский титул Чемпионство WWE среди женщин у Ийо Скай. На следующем эпизоде SmackDown от 12 апреля, который проходил на арене Литтл Сизарс в Детройте, на ринге Бэйли говорила зрителям о предоставлении новых возможностей другим женщинам-рестлерам за её титул, но неожиданно на ринге появилась Тиффани Стрэттон, казалось бы, она согласилась принять эту возможность за титул, но Бэйли сказала, что хочет дать Наоми шанс в борьбе за её чемпионский титул. Разозлившись этим решением Стрэттон стала оскорблять Наоми, вынудив её срочно выйти на ринг. Затем после словесных перепалок между Наоми и Стрэттон, они встретились лицом к лицу в поединке, чтобы определить, кто бросит вызов Бейли за её чемпионство, в котором победу одержала Наоми. Титульный поединок между Наоми и Бэйли состоялся в следующем эпизоде SmackDown от 19 апреля на арене Пи-пи-джи Пэйнтс Арена в городе Питтсбург штат Пенсильвания, но закончился безрезультатно после того, как Стрэттон напала на обеих участниц поединка. Затем в следующем эпизоде SmackDown от 26 апреля, который прошел на арене Херитаге Банк Центр в штате Цинциннати был запланирован ещё один матч между Наоми и Стрэттон, дабы определить, кто же все-таки бросит вызов Бэйли в матче за титул Чемпионство WWE среди женщин, который пройдет на Backlash France, но поединок вновь закончился безрезультатно, но уже из-за внешнего вмешательства со стороны Наи Джакс. Генеральный менеджер SmackDown Ник Алдис позже объявил, что Бэйли будет защищать свой титул чемпионки WWE среди женщин против Наоми и Стрэттон в матче тройной угрозы на Backlash France.
6 апреля первого дня Рестлмании XL рестлеры Наоми, Бьянка Белэйр и Джейд Каргилл в командном поединке победили группировку Контроль повреждений в составе который были Дакота Кай и Женские командные чемпионки WWE Войны Кабуки (Аска и Кайри Сейн). В эпизоде SmackDown от 26 апреля, который прошел в Цинциннати было объявлено, что команда «Воины Кабуки» будут защищать свои женские командные титулы против Белэйр и Каргилл на премиальном шоу Backlash France.
7 апреля на второй день Рестлмании XL лидер группировки Bloodline и глава стола Роман Рейнс взял временный перерыв покинув WWE. Его место занял Соло Сикоа и возглавив группировку, он исключил из неё Джимми Усо и представил нового члена группировки и одновременно дебютирующего в стенах WWE Таму Тонгу в эпизоде SmackDown от 12 апреля. На следующей неделе эта парочка напала и жестоко избила Кевина Оуэнса. В эпизоде от 26 апреля, когда «Блудлайн» снова попыталась атаковать Оуэнса, но вовремя подоспевший Рэнди Ортон спас его от нападения. Позже тем же вечером было объявлено, что Ортон и Оуэнс встретятся с Блудлайном (в составе которого Сикоа и Тонга) в командном матче на премиальном шоу Backlash France.

## Шоу
| Роль:                    | Имя и фамилия:   |
| ------------------------ | ---------------- |
| Английские комментаторы  | Майкл Коул       |
| Английские комментаторы  | Кори Грейвс      |
| Испанские комментаторы   | Марсело Родригес |
| Испанские комментаторы   | Джерри Сото      |
| Французские комментаторы | Кристоф Агиус    |
| Французские комментаторы | Филипп Шеро      |
| Ринг-анонсер             | Саманта Ирвин    |
| Реффери                  | Данило Амфибио   |
| Реффери                  | Джессика Карр    |
| Реффери                  | Дэн Энглер       |
| Реффери                  | Чарльз Робинсон  |
| Интервьюер               | Байрон Сакстон   |
| Комментаторы на пре-шоу  | Джеки Редмонд    |
| Комментаторы на пре-шоу  | Си Эм Панк       |
| Комментаторы на пре-шоу  | Биг И            |

### Предварительные матчи
Шоу началось с командного матча Кевина Оуэнса и Рэнди Ортона в котором они встретились против команды Bloodline (Соло Сикора и Тама Тонга в сопровождении Пола Хеймана). Изначально матч был запланирован как обычный командный матч, но обе команды начали стычку ещё до начала матча, что побудило генерального менеджера SmackDown Ника Алдиса изменить условия матча на командный матч в формате Уличной Драки. В кульминационный момент поединка, после того, как Оуэнс провел на Тонге «Фишерман бустер» и попытался удержать его на стульях, но неожиданно появился брат Тонги Танга Лоа и во время матча вытащил рефери с ринга. Затем Лоа использовал стальные ступеньки на Оуэнсе и Ортоне. На ринге Сикора провел свой финишер Оуэнсу самоанский шип и одержал победу. Ознаменовав возвращение Лоа в WWE, который ранее выступал в компании под именем Камачо с 2009 по 2014 год.
Во втором матче шоу Бэйли защитила свой титул чемпионки WWE среди женщин против Наоми и Тиффани Стрэттон в матче тройной угрозы. Основные моменты матча были, когда Стрэттон попыталась провести самый красивый двойной мунсолт в истории, но Наоми и Бэйли провели ей двойной некбрейкер. И попытка Наоми провести «Ла Магистраль» на Бэйли, но она вовремя реверсировала и удержав Наоми сохранила за собой чемпионский титул. После матча Бэйли и Наоми обнялись на ринге, тем самым демонстрируя спортивное мастерство.
В следующем третьем матче шоу Дамиан Прист защитил свой титул Чемпиона мира в тяжелом весе против Джея Усо. Во время матча, несмотря на то, Прист сказал своим партнерам по группировки Судный день не вмешиваться в матч, но партнер по группировки Судный день" Джей Ди Макдона все же вышел и напал на Усо за спиной рефери. Другой член группировки, Финн Балор, также попытался вмешаться в матч, но Усо вовремя провел ему суперкик с апрона ринга. Затем Усо удержал Приста, но Макдона вовремя поставил ногу Приста на нижний канат, что привело к тому рефери не засчитал удержание. Далее Усо проводит суисайд-дайв Макдоне, а Балору гарпун на пол арены. К концу матча Усо поднялся на верхний канат, чтобы провести Усо сплэш, но придя в себя Прист провел ему Чокслэм от юга к раю (англ. South of Heaven Chokeslam) с верхнего каната и удержал Усо на ринге. После матча Макдона и Балар стали избивать Усо, но разгневанный Прист оттащил их от Усо и отругал за то, что они вмешивались в матч.
В предпоследнем поединке шоу Воины Кабуки (Аска и Кайри Сейн) защищали свои титулы Женских командных чемпионок WWE против Бьянки Белэйр и Джейд Каргилл. Белэйр и Каргилл вместе доминировали в самом начале матча, пока их не разлучила команда «Кабуки». К концу матча, Каргилл поймала Сейн в воздухе и исполнила «Джейдед», после чего Белэйр провела КОД на Аске, а затем удержав её выиграла командные титулы. Для Каргилл это стало первый чемпионский титул в стенах в WWE, а также эта победа сделало Белэйр девятой чемпионкой тройной короны среди женщин в WWE.

### Мейн ивент
В мейн-ивенте шоу Коди Роудс защитил титул Неоспоримого чемпиона WWE против Эй Джея Стайлза который выиграл турнир за первое претенденство за главный титул. Историческим моментом в мейн-ивенте данного шоу и всей компании в целом, стало судейство первой женщины-рефери из бренда Smackdown Джессики Карр, которая став первой женщиной-рэфферти отсудила матч за главный титул компании в мейн-ивенте шоу.
На протяжении всего матча обоим удавалось противостоять фирменным приемам друг друга. В кульминационный момент, после того как Роудс перебросил Стайлза на комментаторский стол где шоу комментировали французские комментаторы, Роудс провел Стайлзу удар Коди Каттер, за которым последовал следующий прием Кросс Роудс, а затем победное удержание на Стайлзе.

## Результаты матчей
| №                               | Результаты | Условия                                                                                           | Время |
| ------------------------------- | --- | ------------------------------------------------------------------------------------------------- | ----- |
| 1                               | Группировка The Bloodline (в составе Соло Сикоа и Тама Тонга вместе с менеджером Полом Хейманом) победила Кевина Оуэнса и Рэнди Ортона | Командный матч по правилам Уличной Драки                                                          | 19:30 |
| 2                               | Бейли (ч) победила Тиффани Стрэттон и Наоми                                                                                            | Матч тройной угрозы за титул Чемпионки WWE среди женщин                                           | 13:30 |
| 3                               | Дамиан Прист (ч) победил Джея Усо | Титульный матч за Чемпионство мира в тяжёлом весе                                                 | 15:35 |
| 4                               | Джейд Каргилл и Бьянка Белэр победили Войнов Кабуки (ч) (Аска и Кайри Сейн в сопровождении Дакоты Кай)                                 | Командный матч за Женские командные титулы WWE                                                    | 17:25 |
| 5                               | Коди Роудс победил Эй Джей Стайлза | Титульный матч за титул Неоспоримого чемпиона WWE (объединенные в два титула Мировой и Вселенной) | 26:45 |
| - (ч) – чемпион на начало матча | |                                                                                                   |       |

### Турнир участников за претенденство № 1 в матче за Неоспоримое чемпионство WWE
|  |                                             |                                             |                |           |                                        |                                        |
|  | Полуфиналы ( выпуск SmackDown от 12 апреля) | Полуфиналы ( выпуск SmackDown от 12 апреля) |                |           | Финал ( выпуск SmackDown от 19 апреля) | Финал ( выпуск SmackDown от 19 апреля) |
|  | Полуфиналы ( выпуск SmackDown от 12 апреля) | Полуфиналы ( выпуск SmackDown от 12 апреля) |                |           | Финал ( выпуск SmackDown от 19 апреля) | Финал ( выпуск SmackDown от 19 апреля) |
|  |                                             |                                             |                |           |                                        |                                        |
|  |                                             |                                             |                |           |                                        |                                        |
|  | Эй Джей Стайлз                              | Удержание                                   |                |           |                                        |                                        |
|  | Эй Джей Стайлз                              | Удержание                                   |                |           |                                        |                                        |
|  | Кевин Оуэнс                                 | —                                           |                |           |                                        |                                        |
|  | Кевин Оуэнс                                 | —                                           |                |           |                                        |                                        |
|  | Рей Мистерио                                | 9:13                                        |                |           |                                        |                                        |
|  | Рей Мистерио                                | 9:13                                        |                |           |                                        |                                        |
|  |                                             |                                             |                |           |                                        |                                        |
|  |                                             |                                             |                |           |                                        |                                        |
|  |                                             |                                             | Эй Джей Стайлз | Удержание |                                        |                                        |
|  |                                             |                                             | Эй Джей Стайлз | Удержание |                                        |                                        |
|  |                                             |                                             |                |           | Эл Эй Найт                             | 10:58                                  |
|  |                                             |                                             |                |           | Эл Эй Найт                             | 10:58                                  |
|  | Бобби Лэшли                                 | —                                           |                |           |                                        |                                        |
|  | Бобби Лэшли                                 | —                                           |                |           |                                        |                                        |
|  | Эл Эй Найт                                  | Удержание                                   |                |           |                                        |                                        |
|  | Эл Эй Найт                                  | Удержание                                   |                |           |                                        |                                        |
|  | Сантос Эскобар                              | 9:27                                        |                |           |                                        |                                        |
|  | Сантос Эскобар                              | 9:27                                        |                |           |                                        |                                        |

## Заметки
1. ↑  Изначально матч планировался как обычный командный матч. Однако, обе команды начали драку друг с другом еще до начала матча, пришедший на арену генеральный менеджер бренда SmackDown Ник Алдис изменил условия проведения матча на Уличную драку.